# Chuva-de-ouro
A Chuva-de-ouro, canafístula, canafrista, tapira-coiana ou "são-joão-preto" (Cassia ferruginea (Schrad) Schrad. ex DC.) é uma árvore da família das fabáceas (Leguminosae), pertencente à subfamília Caesalpinioideae. A planta é nativa do Brasil e possui um ciclo de vida perene. Muito utilizada na arborização urbana por causa das suas flores de cor amarela.

## Características morfológicas
Possui uma altura entre 8 a 15m, com copa ampla, tronco de diâmetro entre 50 a 70 centímetros. Folhas alternadas espiraladas, compostas paripinadas contendo de 10 a 30 folíolos opostos. Flores bissexuadas. Os frutos são vagens alongadas indeiscentes. A árvore de Cassia fistula, conhecida popularmente como chuva de ouro, apresenta uma floração admirável, exibindo belos cachos pendentes de flores douradas. Suas inflorescências, são do tipo rácemo, pendentes e longas, medindo cerca de 30 cm de comprimento e possuem numerosas flores. Suas flores apresentam coloração amarela, são pentâmeras e consideravelmente grandes. Suas folhas são pinadas, alternas, possuindo de 4 a 8 pares de folíolos elípticos e apresentam uma cor verde acentuada. Os frutos da árvore de Cassia fistula são indeiscentes, cilíndricos, do tipo legume e apresentam coloração marrom, contendo sementes lustrosas e castanhas.

## Ocorrência
- Norte (Pará, Tocantins)
- Nordeste (Alagoas, Bahia, Ceará, Maranhão, Paraíba, Pernambuco, Piauí, Rio Grande do Norte, Sergipe)
- Centro-oeste (Goiás, Mato Grosso)
- Sudeste (Espírito Santo, Minas Gerais, Rio de Janeiro, São Paulo)
- Sul (Paraná, Santa Catarina)[4]

## Informações ecológicas
Trata-se de uma planta arbórea, heliófita e de folhas decíduas. Produz uma grande quantia de frutos todos os anos e é de grande importância para plantio de áreas degradadas destinadas à preservação, são muito indicadas para ações de reflorestamento, preservação ambiental, arborização urbana, paisagismos ou plantios domésticos. O reflorestamento, por exemplo, corresponde a implantação de florestas em áreas que já foram degradadas, seja pelo tempo, pelo homem ou pela natureza.

## Curiosidades
- É a flor do estado de Kerala na Índia e a árvore nacional da Tailândia, onde representa símbolo da unidade e harmonia.
- Suas sementes apresentam dormência e precisam ser escarificadas para atingirem bom percentual de germinação. São predadas pelo coleóptero Pygiopachymerus lineola.
- Extrato de suas flores apresenta atividade antibacteriana, como de outras partes da planta, sendo um potencial antibiótico natural.
- As  flores são utilizadas na alimentação humana, como ingrediente de pães, geléias, entre outros e, por sua abundância, apresentam potencial para a apicultura.
- Na medicina popular, o suco de suas folhas é utilizado em eripselas e doenças cutâneas.
- Sua casca, rica em tanino, tem sido empregada na indústria de curtimento de peles.[4]